# Ctenochira basipectinata
Ctenochira basipectinata är en stekelart som beskrevs av Lee och Cha 1993. Ctenochira basipectinata ingår i släktet Ctenochira och familjen brokparasitsteklar. Inga underarter finns listade i Catalogue of Life.